# Генрі Луїс Гейтс
Генрі Луїс Гейтс молодший (англ. Henry Louis Gates, Jr., 16 вересня 1950 року, Підмонт) —  американський літературний критик, історик, письменник, професор  Гарвардського університету. Перший афроамериканець, який отримав нагороду фонду Ендрю Меллона (англ. Andrew W. Mellon Foundation Fellowship). Відомий дослідник афроамериканської культури та історії, ведучий кількох авторських телепередач.

## Біографія
Генрі Гейтс народився в Підмонті (Західна Вірджинія) в родині Пауліни Августи Коулмен і Генрі Луїса Гейтса старшого. В Єльському університеті здобув титул бакалавра з історії, потім поступив в  Кембридж. Там Гейтс працював разом з Воле Шоїнка, майбутнім лауреатом  Нобелівської премії. У Кембріджі Гейтс отримав ступінь  доктора філософії з англійської мови та літератури.
Після захисту дисертації Гейтс працював в Єльському університеті (до 1985 року), потім в  Корнельському університеті (1985-1989) і  Університеті Дьюка (1989-1991). 1991 року Гейтс отримав професуру в  Гарвардському університеті, де і працює донині.